# Ratarstvo
Ratarstvo je poljoprivredna grana biljne proizvodnje i znanstvena disciplina koja se bavi proučavanjem kulturnih biljaka i njihova uzgoja. Kulturne biljke koje su predmet ratarstva uzgajaju se na oranicama, livadama i pašnjacima. Značenje ratarstva sastoji se u tome što su proizvodi ratarstva osnova u prehrani ljudi i stoke i predstavljaju sirovinu za prehrambenu i laku industriju. 
Kao znanstvena disciplina ratarstvo se dijeli u dvije osnovne grane: opće i specijalno ratarstvo. Opće ratarstvo bavi se uređenjem zemljišta za visoku i rentabilnu proizvodnju, proučavanjem sustava biljne proizvodnje i obrade tla. Specijalno je ratarstvo sintetska disciplina i obuhvaća širok krug problema. Ono proučava principe zemljopisne rasprostranjenosti i rajonizaciju ratarskih kultura, istražuje njihove botaničke, biološke i ekološke karakteristike. 
Oranica, vrtova, voćnjaka i vinograda u svijetu ima 1,5 milijarde ha.

## Poveznice
- Poljoprivreda
- Stočarstvo
- Ribarstvo

## Vanjske poveznice
- Ministarstvo poljoprivrede
- Bilinogojstvo (ratarstvo) Hrvatska tehnička enciklopedija, portal hrvatske tehničke baštine. LZMK